# Татьянин день (издание)
«Татья́нин де́нь» (Taday.ru) — христианский интернет-журнал, учреждённый домовым храмом мученицы Татианы при Московском государственном университете имени М. В. Ломоносова. Основан в январе 1995 года как первая в России студенческая православная газета, с января 2006 года выходит в Интернете.
Издание рассказывает о том, что интересно университетской аудитории, с акцентом на трёх главных темах: вере, науке и культуре. Журнал стремится быть площадкой доверительного диалога, где люди с разными взглядами (верующие и неверующие, правые и левые, физики и лирики) могут услышать друг друга.

## История

### Газета
Идея создать студенческую православную газету появилась у двух студентов филологического факультета МГУ, Владислава Томачинского и Александра Егорцева, осенью 1994 года. В это время студенческий театр МГУ активно сопротивлялся решению о передаче университетской церкви Мученицы Татианы исторически принадлежавшего ей здания на Большой Никитской улице. Противостояние, широко освещавшееся в прессе, привело молодых людей к мысли, что православному студенчеству необходимо собственное СМИ. Другой причиной, побудившей создать газету, стало стремление к диалогу с неверующим и сомневающимся современником на понятном ему языке. Немногочисленные православные издания того времени были рассчитаны главным образом на воцерковленных людей. По воспоминанием архимандрита Симеона (Томачинского), «тогда церковных изданий практически не было, разве что „Православная Москва“ и „Московский церковный вестник“, которые были изданиями закрытого типа с официальной информацией, не привлекавшей ни молодёжь, ни светских людей в целом».
Учредителем газеты выступила университетская церковь, в редакционный совет вошли студенты и аспиранты МГУ. Первым главным редактором стал Владислав Томачинский, его заместителем — Александр Егорцев. До открытия Татьянинского храма редакция собиралась на факультете журналистики МГУ, а затем переместилась под церковные своды. Первый номер газеты вышел 25 января 1995 года в Татьянин день, в тот же день состоялась первая служба в возвращённом храме. Издание выходило не чаще раза в месяц, однако привлекало большее внимание аудитории, чем официальный печатный орган МГУ — газета «Московский университет». Почти с самого начала формат газеты в чистом виде не соблюдался: «таблоидная» вёрстка, нечёткая периодичность, обилие больших материалов аналитического характера, поэтому с января 1998 по март 2004 года она издавалась с пометкой «На правах журнала».
Помимо собственных корреспондентов, газета имела множество внештатных. В тесном сотрудничестве с «Татьяниным днём» в 1996 году появились «журнал для сомневающихся» «Фома» при МГИМО, студенческий журнал МДАиС «Встреча». С 1997 года в качестве приложения к «Татьяниному дню» выходила студенческая газета Санкт-Петербурга «Пётр и Павел», ставшая затем самостоятельным изданием, а в 2002—2003 годах — студенческий журнал «Ступени» Минских духовных академии и семинарии.
В «Татьянином дне» затрагивались вопросы культуры, науки, искусства, социальные, политические, религиозные проблемы. Освещения внутрицерковных проблем издание старалось избегать. Установка газеты на диалог позволяла ей представить различные точки зрения, в том числе и неправославные. Одной из важнейших задач издания было «раскрыть для читателя яркую личность, которая совмещала бы в себе православную веру, интеллигентность и любовь к науке». Особое внимание «Татьянин день» уделял «молодёжным» проблемам. Одной из главных тем стала борьба с распространением нетрадиционных культов, для чего при газете был создан информационно-миссионерский центр «Сектор», собиравший и публиковавший информацию об их деятельности на территории России, в первую очередь в вузах. При активном участии «Татьянина дня» была закрыта кришнаитская столовая в МГУ, а также «читальный зал Рона Хаббарда». В ответ представители «Московского общества сознания Кришны» угрожали подать на газету в суд. Газета активно занималась издательской деятельностью, подготовив к печати несколько книг: «Свет Христов просвещает всех (Святая Татиана и Московский университет)»; «Вавилонская башня („Новое религиозное сознание“ в современном мире)»; «Тоталитарные секты: свобода от совести»; «Современная медицина и Православие»; «Человек и болезнь»; «Судьба и вера (Беседы с учеными, священниками, творческой интеллигенцией)» и другие.
В 1999 году Владислав Томачинский окончил аспирантуру, поступил в число послушников Сретенского монастыря и покинул должность главного редактора. Его преемником стал выпускник Литературного института Алексей Сагань. Он полагал, что, издавая газету миссионерской направленности, главное — «не заигрываться, не воображать из себя миссионеров, поскольку в газетном формате о серьёзных вещах говорить невозможно, а просто надо всеми доступными для газеты способами указывать на Церковь и будить в читателе желание узнать её жизнь поближе». Кроме того, редакция старалась сделать газету интересной уже для церковной молодёжи.
В результате реорганизации издания в мае 2000 года его возглавил старший преподаватель факультета журналистики МГУ Григорий Прутцков, остававшийся в должности до 2003 года. По его словам, в этот период у газеты не было ни источника финансирования, ни постоянных авторов. «У меня не было ни редакторского опыта, ни команды, в редакционном портфеле почти не оставалось материалов, пришлось долго вникать во все тонкости — не только журналистские, но и технические, связанные с вёрсткой, типографией. <…> Каждый номер был для нас как последний, поскольку мы никогда не знали, найдутся ли деньги на следующий номер, — позднее отмечал Прутцков. — Мы пришли к выводу, что надо обращаться к авторам, которые умеют писать, которым есть что сказать, которые могут взять хорошее интервью у интересного, труднодоступного собеседника. Но таким авторам надо платить гонорары. Собственно, на это у нас уходит практически вся выручка от продажи тиража».
Четвёртым главным редактором «Татьянина дня» с марта 2003 по апрель 2004 года был выпускник исторического факультета МГУ Максим Большаков. Благодаря его усилиям издание поднимало самые острые темы — от постмодернизма в современной культуре до рок-музыки и фильмов «Матрица», а один из номеров вышел с Масяней на обложке (в руках героиня мультсериала держала вербу). Затем редакцию возглавила сотрудник кафедры общего и сравнительно-исторического языкознания филологического факультета МГУ Любовь Макарова. Во время её работы обозначилась тенденция к переходу в веб-пространство, которое давало большие возможности для развития СМИ. В конце января 2003 года открыт сайт храма мученицы Татианы при МГУ (st-tatiana.ru), где размещена электронная версия газеты.

### Интернет-издание
В 2006 году было принято решение прекратить выпуск печатной версии и полностью перенести в издание в Интернет. В марте того же года на пост главного редактора пришла студентка факультета журналистики МГУ Юлиана Годик. Вначале издание выходило на сайте храма мученицы Татианы, а затем — на новом сайте Taday.ru (домен зарегистрирован 29 ноября 2006 года). Презентация нового сайта прошла 19 апреля 2007 года в Татьянинском храме. За три года ресурс превратился в ежедневно обновляемый портал, оперативно реагировавший на события церковной, общественной и культурной жизни, где основным читателем являлся молодой человек, студент, задумывающийся о себе и своём месте в мире. Позже Юлиана Годик поясняла, что у сайта возникали сложности с определением целевой аудитории — «с одной стороны, надо было „целиться“ в студентов и аспирантов, с другой ― быть церковными и „безопасными“». На практике главной аудиторией издания оказались его авторы — студенты и аспиранты МГУ: «Когда мы делали издание, то отвечали на вопросы, которые нам самим хотелось прояснить».
В ноябре 2009 года у «Татьянина дня» снова сменился главный редактор. Им стала журналистка Ксения Лученко, автор-составитель справочника «Православный Интернет», имевшая большой опыт работы в СМИ. Расширилась аудитория издания: редакция стала обращаться не только к студентам, но и ко всем, кого интересует жизнь России и мира, христианский взгляд на проблемы современности. «Мы хотели сделать качественный информационно-аналитический сайт, — вспоминала Ксения Лученко. — Чтобы не было ни православного life-style, ни катехизации, чтобы формат не размывался ради кликов и лайков». Основными проблемами на этом пути оказались низкий бюджет и «некоторые идеологические и политические рамки». "За год с небольшим удалось показать направление, в котором мы собирались двигаться. А вот «православный „Коммерсантъ“» не сложился", — резюмировала Лученко.
С марта 2011 по январь 2013 года сайт возглавляла Пелагея Тюренкова — церковный публицист, исследователь образа современной женщины в православных российских СМИ. По её мнению, главной задачей было «активно противопоставлять» ресурс появившемуся в 2011—2012 годах «либеральному православию». В этот период «Татьянин день» достиг максимальной посещаемости по состоянию на май 2017 года.
Преемником Тюренковой был журналист Михаил Моисеев, стремившийся увести сайт «из разряда „церковных СМИ“ в сторону „просто журналистики“». «Хотелось чего-то ещё, кроме узко церковной тематики, — объяснял он. — Хотелось интересных историй — обо всём, но изложенных в привычной и понятной верующему человеку системе координат». Впоследствии Моисеев признавал, что «разворот был сделан слишком крутой», так что в результате спонсоры перестали выделять деньги на содержание редакции. В то же время заданное им направление сохраняется до сих пор.
В августе 2014 года Пелагея Тюренкова вновь заняла должность главного редактора, на которой работала по июль 2015 года.
В сентябре 2015 года издание было перезапущено в качестве молодёжного интернет-журнала МГУ. По заявлению главного редактора в 2015—2020 годах Даниила Сидорова, «Татьянин день», надеясь сохранить и приумножить лучшее, что было в его истории, стремится быть площадкой доверительного диалога, где люди с разными взглядами (верующие и неверующие, правые и левые, физики и лирики) смогут услышать друг друга. При этом фундамент — православное мировоззрение и христианские ценности — остаётся неизменным.
В октябре 2017 года «Татьянин день» и издание «Стол» запустили совместный проект «Студенты революции», посвящённый участию студенчества в событиях 1917 года. Фрагменты из мемуаров и дневников, зарисовки из Петрограда и Москвы перемежаются размышлениями современного студента, интервью с ректорами вузов, комментариями экспертов, опросами и статистикой.
В 2019 году редакция оцифровала и выложила в интернете все печатные выпуски «Татьянина дня».
В декабре 2023 года «Татьянин день» запустил новую версию сайта Taday.ru. Сохранены фирменный стиль издания, привычная читателям рубрикация и все ранее доступные функции ресурса, в то же время заменено техническое решение, обновлён и доработан дизайн.
В феврале 2024 года «Татьянин день» и портал «Богослов.Ru» запустили совместный проект «Священник XXI века». В течение года на страницах обоих изданий будут выходить материалы о том, каким россияне видят и хотят видеть священника, а также насколько их ожидания соответствуют реальности. Для раскрытия темы запланированы опросы, экспертные комментарии, аналитические обзоры, фотоистории. По итогам проекта будет организован круглый стол с участием священников, религиоведов и светской молодежи.

## Оценки
Исследователи российской религиозной журналистики неоднократно называли «Татьянин день» одним из самых ярких православных проектов 1990—2000-х годов. Олеся Николаева отмечала, что Владиславу Томачинскому и Александру Егорцеву «практически без денег, без технических средств, в какие-то кратчайшие сроки <…> удалось сделать такую замечательную, заметную и серьёзную газету, что на неё стали реагировать и откликаться „взрослые“ СМИ». «С ней, студенческой газетой, которая создавалась несколькими энтузиастами подручными средствами, что называется, „на коленке“, горячо полемизировали „Независимая газета“, „Известия“, „Московские новости“, „МК“ и другие издания», — подчёркивала Николаева.
Главный редактор портала «Православие и мир» Анны Даниловой отмечала в 2011 году, что «Татьянин день» для студентов МГУ был «невзрачными страничками, каждого номера которых ждали с нетерпением». «А писали авторы „ТД“ с юмором, очень открыто, очень по-человечески, об очень важном. Вот интервью с профессором твоего факультета (а он, оказывается, верующий), а вот журналистское расследование работы секты, а вот конкурс юмористического рассказа о сессии». По её мнению, опыт университетской православной газеты «Татьянин день» на сегодня не удалось превзойти никому: «Среди прекрасных молодёжных изданий газета „ТД“ так и осталась уникальным особняком — чёрно-белая, потрёпанная от многих прочтений, искромётная, свежая, молодая».
Главный редактор журнала «Фома» Владимир Легойда в 2011 году вспоминал, что у него с Владиславом Томачинским не получилось создать совместное издание, но сам он этому рад. «Потому что в результате вместо одного плохого СМИ — в случае, если бы мы продолжали совместный творческий поиск, который явно не клеился — получилось два далеко не самых плохих. Влад сделал „Татьянин день“ и был, на мой взгляд, его лучшим главным редактором, да не обидятся на меня все последующие и достойные главреды этого прекрасного издания (говорю, в первую очередь, об эпохе бумажного „ТД“). А мы спустя непродолжительное время сделали „Фому“».
Архимандрит Симеон (Томачинский) пояснял, что в «Фоме» основным первоначально являлось исповедальное начало («много писем читателей, лирических отступлений, много рассказов, поэзии, никакой политики»), а «Татьянин день» был более «раздолбайским», студенческим: «мы старались чем-то зацепить человека».
В 2007 году ректор МГУ Виктор Садовничий назвал газету «очень интересной, читаемой студентами и преподавателями Московского университета» и оценил её переход в интернет как правильное решение, а в январе 2008 года главный редактор каталога «Православное христианство.ру» Иван Мазуренко упомянул портал «Татьянин день» в числе наиболее интересных сайтов, открывшихся в 2007 году.
Медиаменеджер Наталья Лосева, участвовавшая в запуске сайта Taday.ru, в 2017 году назвала его «стильной, важной и амбициозной точкой соприкосновения академической науки и православия», а в 2020 году говорила о «Татьянином дне» как об «одном из умнейших христианских изданий».
В то же время оценки идейной направленности «Татьянина дня» разнятся. Так, в феврале 1996 года заштатный протоиерей Русской православной церкви Вячеслав Полосин (в 1999 году перешёл в ислам) привёл «Татьянин день» как пример националистических тенденций в среде православной молодёжи, отметив, что издание «выглядит даже хуже, чем какие-нибудь монастырские листки»; в свою очередь, газета объявила Полосина победителем конкурса на лучший ругательный отзыв. Корреспондент газеты «Сегодня» Максим Гуреев в сентябре того же года выразил мнение, что «молодые журналисты „Татьяниного дня“ при всём явно позитивном энтузиазме их первоначального замысла <…> не смогли или не пожелали пойти путём „узким“, предпочтя ему клановую замкнутость пути „пространного“».
Социологи Сергей Филатов и Людмила Воронцова в 1998 году замечали, что газета играет роль «неофициального органа консервативных православных интеллектуалов». В том же году заштатный игумен Иннокентий (Павлов) назвал «Татьянин день» «хулиганской газетой», а журналист «Московских новостей» Александр Солдатов подчёркивал, что газете «трудно дать какое-то определение: „правая“, „левая“, „либеральная“, „консервативная“. Здесь есть всё…». Он также охарактеризовал газету как «самое эпатажное православное издание в современной России, во всяком случае из тех, которые издаются по благословению Патриарха». Эта оценка была воспроизведена без комментариев в № 25 «Татьянина дня».
Публицист Михаил Ситников в 2005 году заявлял, что газета популярна «среди активной православно-фундаменталистской молодежи», сформулировав направление издания как «воспитание молодого поколения в духе религиозного изоляционизма и нетерпимости в отношении иноверия». Напротив, проект «Антимодернизм.ру» назвал в 2012 году «Татьянин день» «модернистским сайтом», а выпускающийся той же редакцией портал «Два града» в 2018 году обвинил издание в приверженности идеям церковной реформы и «православия-лайт».

## Главные редакторы
- Владислав Томачинский (январь 1995 — январь 1999)[48]
- Алексей Сагань (февраль 1999 — апрель 2000)[48]
- Григорий Прутцков (май 2000 — февраль 2003)[48]
- Максим Большаков (февраль 2003 — апрель 2004)[48]
- Любовь Макарова (май 2004 — февраль 2006)[48]
- Юлиана Годик (март 2006[48] — ноябрь 2009[49])
- Ксения Лученко (9 ноября 2009[49] — 4 февраля 2011[50])
- Пелагея Тюренкова (4 марта 2011 — 31 января 2013[27])
- Михаил Моисеев (1 февраля 2013[25] — лето 2014[26])
- Пелагея Тюренкова (август 2014[51] — июль 2015[27])
- Даниил Сидоров (1 августа 2015 — 31 января 2020)[52]
- Анастасия Прощенко (с 1 февраля 2020[53])